# Лузуриаговые
Лузуриаговые (лат. Luzuriagaceae) — семейство цветковых вечнозелёных лиан или лианообразных кустарников порядка Лилиецветные. Распространены в Южной Америке, Австралии, на островах Тихого океана. У всех растений — мелкие обоеполые цветки с шестью лепестками.
Семейство, согласно современным представлениям, состоит из четырёх родов, объединяющих семь видов.

## Классификация
Роды, включаемые в системе APG II в семейство Лузуриаговые (Luzuriagaceae), раньше входили в семейство Филезиевые (Philesiaceae), образуя подсемейство Лузуриаговые (Luzuriagoideae). Согласно системе классификации APG III все роды семейства Лузуриаговые включены в семейство Альстрёмериевые (Alstroemeriaceae) порядка Лилиецветные (Liliales) группы монокоты.

## Роды
В семейство входят четыре рода:
- Drymophila R.Br. — Дримофила. Два вида.
- Eustrephus R.Br. — Эвстрефус. Монотипный род из влажных лесов Восточной Австралии, Новой Гвинеи и Новой Каледонии. Лиановидный кустарник с подземным корневищем и утолщёнными мясистыми корнями.
- Geitonoplesium R.Br. — Гейтоноплезиум. Монотипный род с ареалом, охватывающим Восточную Австралию и многие острова Океании, а на севере доходящим до Филиппин. Особенностью растения является то, что его листовая пластинка перевёрнута на 180 градусов: нижняя эпидерма листа с устьицами находится у гейтоноплезиума сверху.
- Luzuriaga Ruiz & Pav. — Лузуриага. Прямые или стелющиеся кустарники с мелкими листьями. Три вида: два из Южной Америки, один — из Новой Зеландии.